# Kanō Motonobu

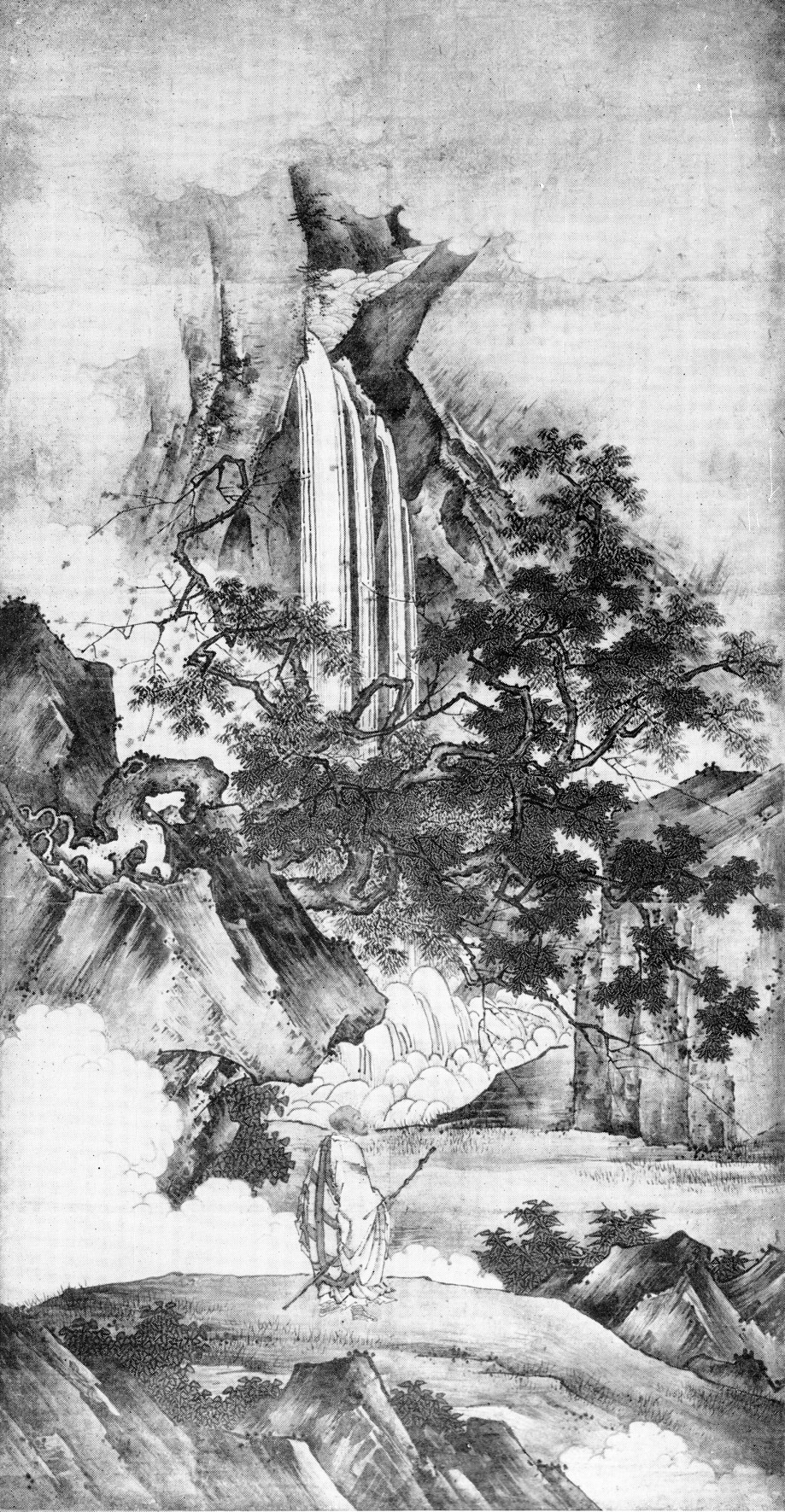
Wasserfall

Kanō Motonobu (japanisch 狩野 元信; geb. 28. August 1476; gest. 5. November 1559, Jugendname: Shirōjirō (四郎二郎)), Sohn des Begründers der Kanō-Schule, Kanō Masanobu, entwickelte innerhalb der Japanischen Malerei der Azuchi-Momoyama-Zeit den Stil der Schule weiter und festigte ihren Ruf.

## Leben
Motonobu war der Sohn und Erbe des Malers Kanō Masanobu, dem Begründer der Kanō-Schule. Er erhielt die Ehrentitel Ōi no suke (大炊助) und Echizen no kami (越前守) und wurde in den späteren Jahren mit dem Titel Hōgen (法眼) ausgezeichnet.
Motonobu lebte in einer Zeit der politischen Unruhen, aber es gelang ihm, sicher durchs Leben zu kommen und seine Position als Künstler zu demonstrieren. Mit seinem Talent als Maler folgte er seinem Vater auf die Position des offiziellen Künstlers des Shogunats mit dem Titel Goyō-eshi (御用絵師). Er erhielt aber auch Aufträge von der kaiserlichen Familie, von der Aristokratie, von Tempeln und Schreinen und von reichen Bürgern aus Kyōto und Umgebung.
Auf Grund von schriftlichen Quellen ist bekannt, dass Motonobu zwischen 1539 und 1553 für den Ishiyama Hongan-ji in Ōsaka Stellschirme und Schiebetüren gestaltet hat. Es scheint, dass er auch Fächer gestaltet hat, da es ein Dokument gibt, in dem er neben dem prominenten Fächer-Hersteller Hasuike Hideaki genannt wird, der seinen Sitz am Eimyō-in des Tōfuku-ji hatte, wobei es um Verletzung von Rechten ging.
Motonobu benutzte als Basis für seinen Stil die chinesischen Techniken seines Vaters. Dabei studierte er daneben die Kunst der Song-, Yuan- und Ming-Zeit. Auf Grund dieser Studien standardisierte er den Pinselstrich der Kanō-Schule, den er in die Typen „formal“, „verlaufend“ und „Gras“ einteilte. Zur gleichen Zeit beschäftigte er sich mit der Malerei der Tosa-Schule und deren Art, Yamato-e zu gestalten. Das führte zu einer neuen Malweise von Stellschirmen und von Wandbildern (障壁画, shōhekiga), in der sich chinesische Formgestaltung und japanisches Farbgefühl vereinigt. Dieser Stil wurde zunehmend populär und prägte mit seiner prachtvollen Farbgestaltung und Vergoldungen die Bilder der Momoyama-Zeit.

## Werke (Auswahl)
Zu seinen Gestaltungen von Schiebetüren gehören die 
- „Blumen und Vögel der vier Jahreszeiten“ (四季花鳥図, Shiki kachō-zu) und „Gründer“ (祖師図, Soshi-zu) im Daisen-in innerhalb des Daitoku-ji,
- „Blumen und Vögel der vier Jahreszeiten“, „Schneeige Landschaft“ (雪景山水図, Sekkei sansui-zu) und „Landschaft in gebrochenen Linien“ (破墨山水図, Haboku sansui-zu) im Reiun-in (霊雲院) im Tōfuku-ji[2] ,
- „Blumen und Vögel“ im Besitz der Nishiwaki-Familie ist typisch für einen Stellschirm in Tuschmalerei, während die „Acht Ansichten von Xiāoxiāng“ (瀟湘八景) im Tōkai-an (東海庵) repräsentativ sind für die Gestaltung von Hängebildern.

Die „Legende des Seiryō-ji“ (清凉寺縁起絵巻, Seiryō-ji engi emaki) im Seiryō-ji in Kyōto ist ein Beispiel für eine Bildrolle.  Die Bilder eines Pferdes im Kamo-Schrein in der Präfektur Hyōgo sind Votiv-Bilder. „Die drei Religionen“, repräsentiert durch Konfuzius, Laozi und Buddha, sind auf einem Fächer zu sehen, der sich in der „Freer Gallery of Art“ in Washington D.C. befindet.
Anmerkung:

## Bilder

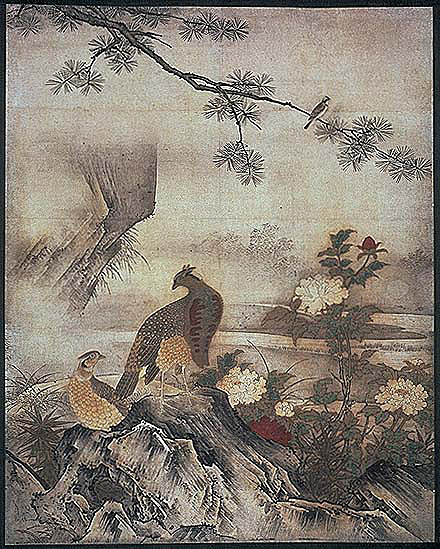
Im Daisen-in
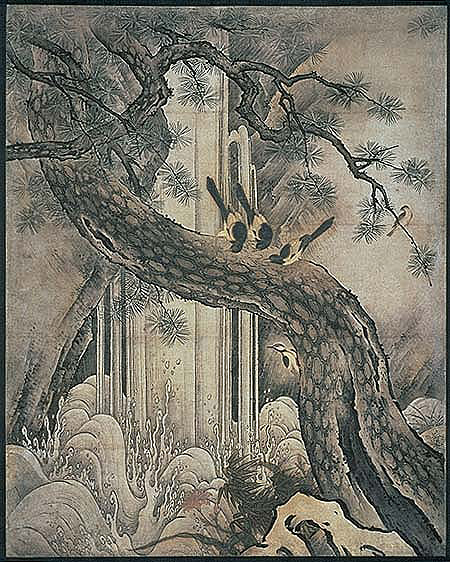
Im Daisen-in
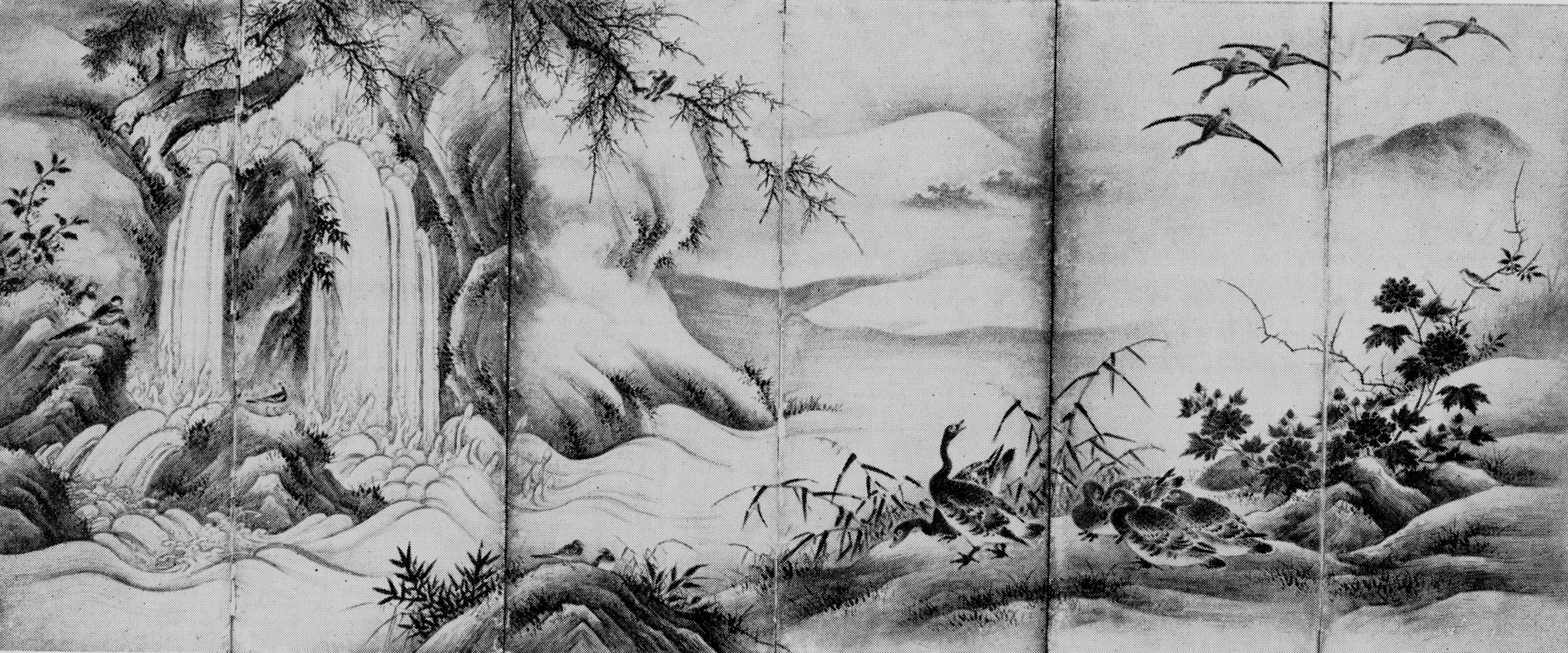
Vier Jahreszeiten (Herbst und Winter)
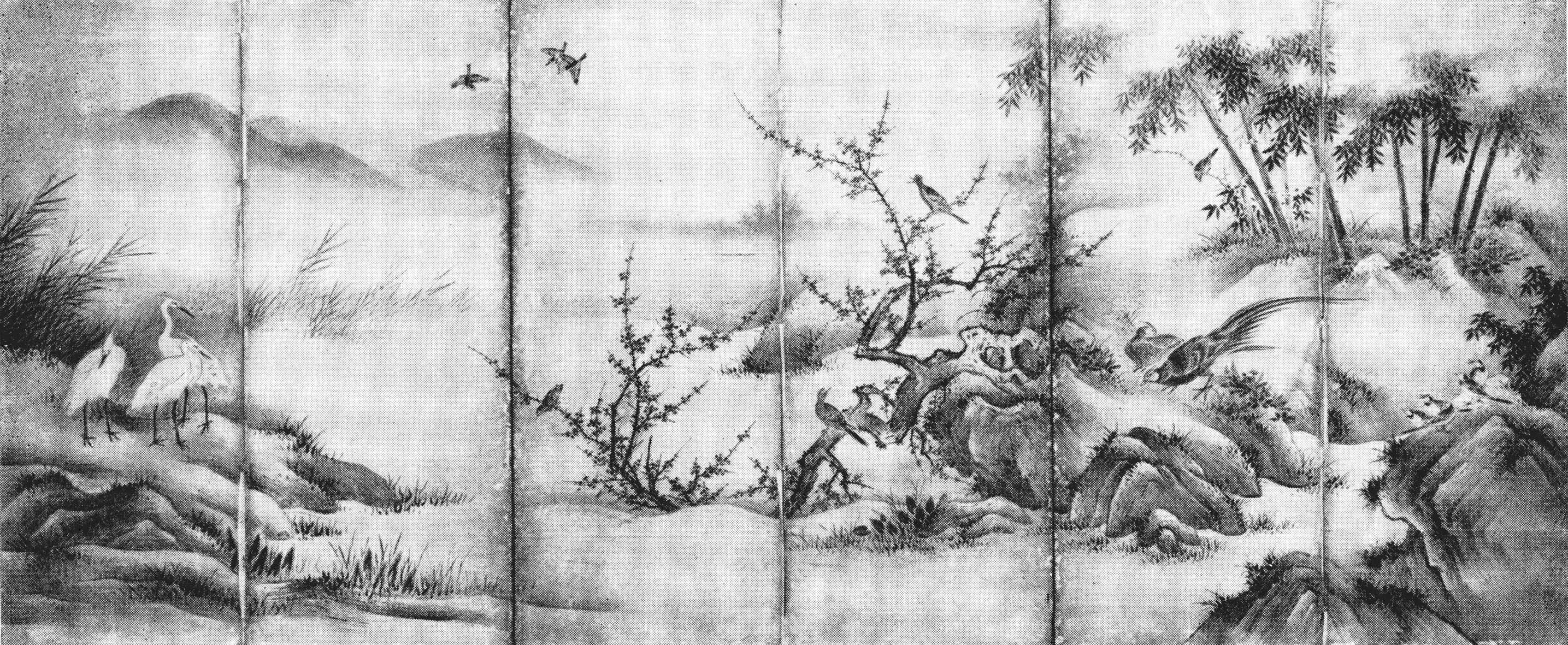
Vier Jahreszeiten (Frühling und Sommer)
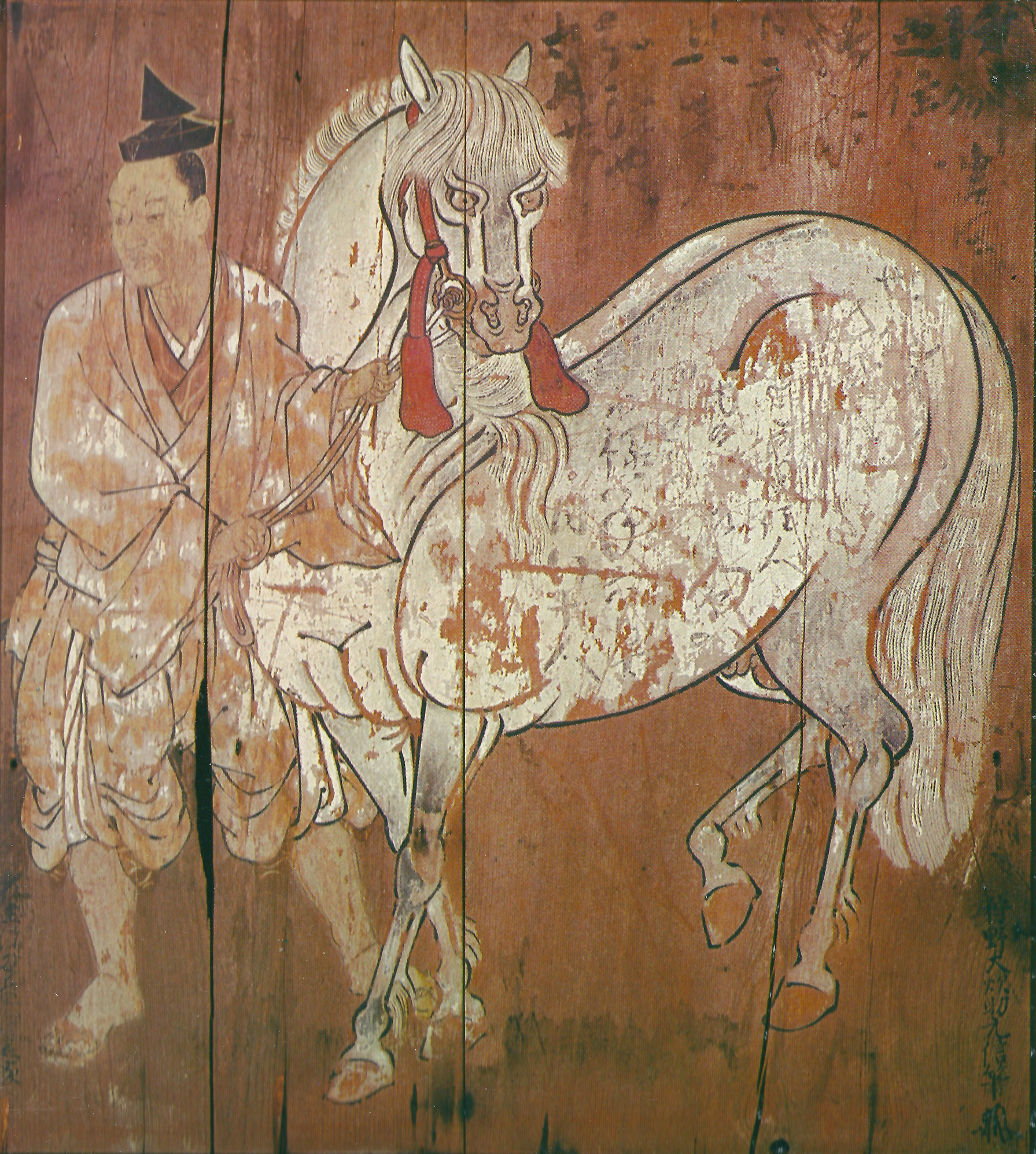
Votiv-Pferd
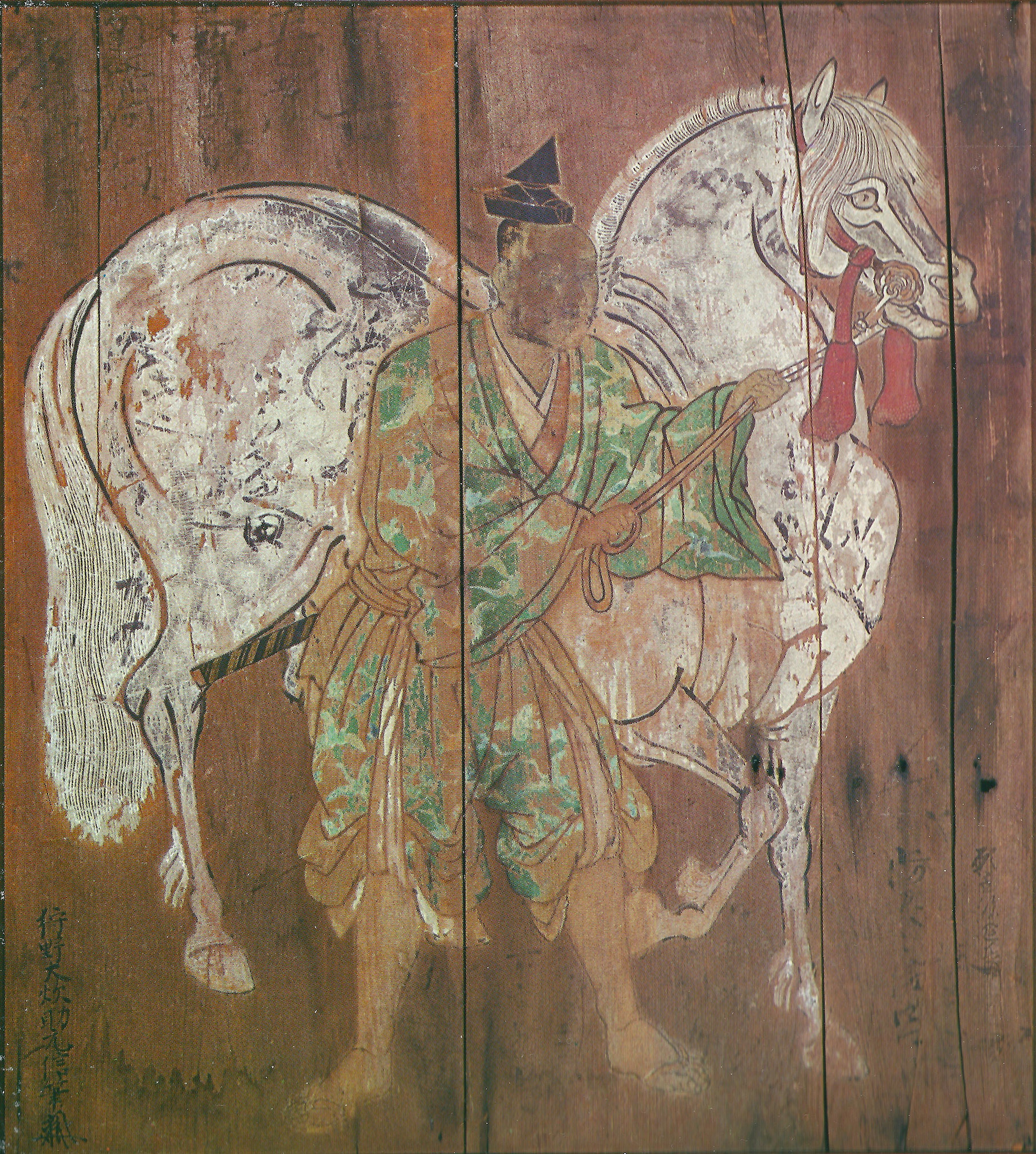
Votiv-Pferd